# Морж
Морж звичайний (Odobenus rosmarus) — великий морський ссавець групи ластоногих (Pinnipedia), розповсюджений по всьому узбережжю Північного Льодовитого океану. Це єдиний сучасний вид своєї родини Моржевих (Odobenidae), що зазвичай поділяється на три підвиди: атлантичний (O. r. rosmarus), тихоокеанський (O. r. divergens) і лаптєвський (O. r. laptevi). За розмірами тіла серед ластоногих моржі поступаються лише морським слонам. У природі ареали цих видів не перетинаються і тому моржі є найбільшими ластоногими у своєму середовищі проживання.
У каріотипі 32 хромосоми. Етимологія: грец. ὀδούς — «зуби», грец. βαίνω — «йти», посилаючись на те, що морж використовує ікла, аби витягти себе з води. Слово «морж» є запозиченням з саамської мови й виводиться від наслідування звуків, що видають моржі.

## Зовнішній вигляд
Дорослі самці 270—356 см завдовжки, до 150 см висотою і вагою 800—1700 кг; менші самиці 225—312 см завдовжки й вагою 400—1250 кг. Серед інших ластоногих він поступається розмірами лише морському слонові, який мешкає у південній півкулі Землі. Верхні ікла надзвичайно розвинені, подовжені й спрямовані вниз; дуже широка морда всіяна численними товстими, жорсткими, сплющеними щетинками-вусами. Зовнішніх вух немає, очі маленькі.
Зморщене тіло, все вкрите рідкою щетиною та шишкоподібними стовщеннями, має бурий колір. Дуже товста шкіра покрита короткими прилеглим жовто-бурим волоссям, але з віком волосся стає менше, а в старих моржів шкіра майже зовсім гола. Кінцівки більш пристосовані для руху на суші, ніж у тюленів, і моржі можуть ходити, а не повзати, підошви мозолясті. Хвіст зародковий. Особливістю моржа є широка щетиниста морда з великими іклами, що стирчать донизу.

## Підвиди
Виділяють два підвиди моржа:
- Тихоокеанський морж (Odobenus rosmarus divirgens, Linnaeus 1785)
- Атлантичний морж (Odobenus rosmarus rosmarus, Islliger 1815)

Самостійність третього підвиду — лаптєвського моржа (Odobenus rosmarus laptevi, Chapsky 1940), достовірно не підтверджена.
Атлантичний морж жовто-бурого кольору, довжиною до 4, рідко до 5 м і вагою до 1000 кг; стверджується, що раніше траплялися екземпляри до 6—7 м і вагою до 1500 кг, ікла 60—80 см. Самки значно менші: 3,7—4 м при вазі 800—900 кг. Мешкають біля західного і східного узбережжя Ґренландії, рідко біля берегів Ісландії, в європейських водах основний моржевий промисел ведеться біля Шпіцбергену, Нової Землі, у Карському морі.

## Поширення та популяція

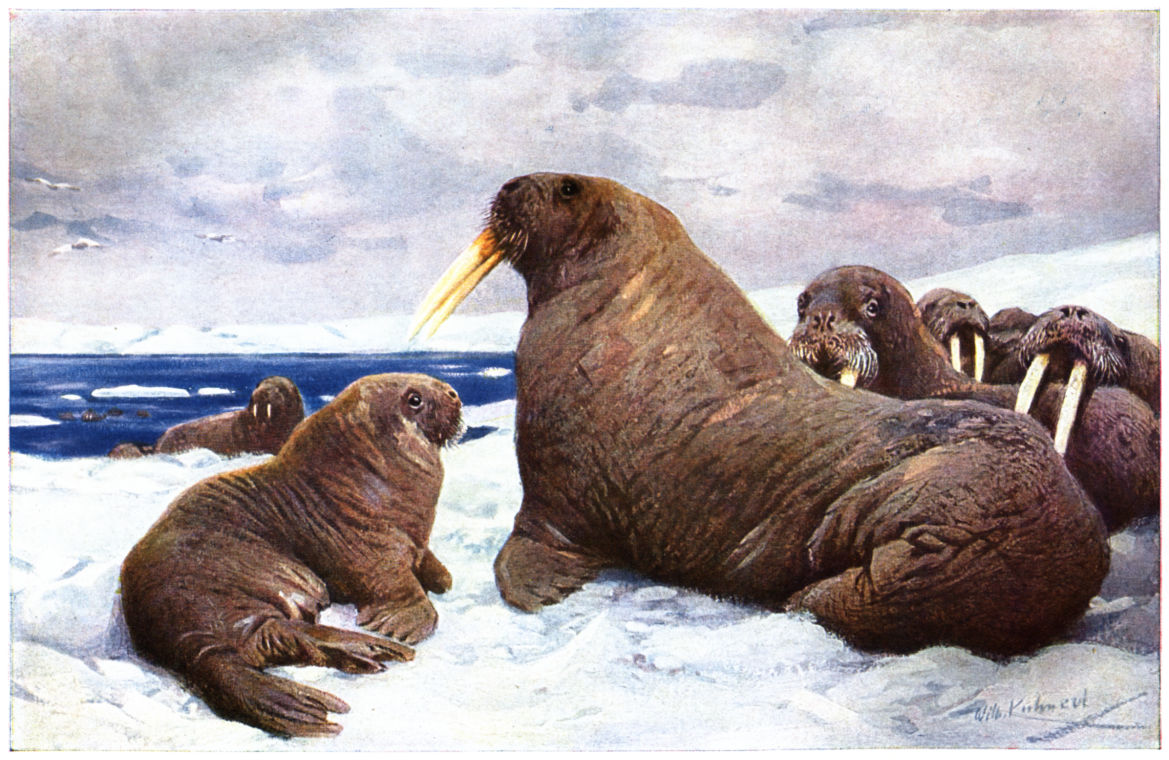
Самиця моржа з дитинчам

За останніми оцінками, що ґрунтуються на результатах глобального обліку чисельності, який був проведений у 1990 році, сучасна популяція тихоокеанського моржа становить приблизно 200 тис. особин. Більша частина популяції тихоокеанського моржа проводить літо північніше Берингової протоки, в Чукотському морі вздовж північного узбережжя східного Сибіру, біля острова Врангеля, у морі Бофорта вздовж північного узбережжя Аляски, а також зустрічається у водах між вказаними місцями. Невелика кількість самців зустрічається в літній період в Анадирській затоці, на південному узбережжі півострова Чукотка в Сибіру, а також у Бристольській затоці. Навесні й восени вони концентруються від західного узбережжя Аляски до Анадирської затоки. Вони зимують у південних частинах Берингового моря, уздовж східного узбережжя Сибіру на південь до північної частини півострова Камчатка, а також уздовж південного узбережжя Аляски. Залишки моржа віком у 28 тис. років були знайдені неподалік від затоки Сан-Франциско, що показує поширення моржа аж до берегів північної Каліфорнії за часів останнього льодовикового періоду.
Атлантичний морж був майже винищений унаслідок безконтрольного комерційного промислу і тому чисельність популяції його значно нижча. Точно оцінити чисельність на сьогодні нелегко, але, ймовірно, вона не перевищує 20 тис. особин. Ця популяція поширена в Арктичній Канаді, Ґренландії, Шпіцбергені, а також у західному регіоні Російської Арктики. На підставі величезного географічного поширення та даних із переміщенням, передбачається наявність вісьмох субпопуляцій атлантичного моржа, п'ять на захід і три на схід від Ґренландії. Атлантичний морж раніше займав значно ширші території: на південь до мису Код і у великій кількості зустрічався в затоці Святого Лаврентія. У квітні 2006 північно-західна популяція атлантичного моржа була внесена до списку Канадського акту видів, яким загрожує винищення (англ. Canadian Species at Risk Act) (Квебек, Нью-Брансвік, Нова Шотландія, Ньюфаундленд і Лабрадор) як така, що майже зникла в Канаді.
Ізольована лаптєвська популяція моржа локалізована впродовж усього року в центральному та західному регіонах Моря Лаптєвих, в найсхіднішому регіоні Карського моря, а також у найзахіднішій частині Східносибірського моря. Сучасна чисельність оцінюється в 5—10 тис. особин.

## Поведінка
Ці величезні незграбні тварини, що населяють крайню Північ, живуть переважно біля берегів і рідко подорожують далеко. Моржі товариські, тримаються сімейними групами (3—6 тварин), що складаються з самця, самиці й дитинчат різного віку. Утворюють берегові й льодові лежбища, на яких може перебувати до декількох сотень тварин. Моржі мужньо боронять одне одного, а у воді вони є небезпечними супротивниками, оскільки можуть перекинути човен або розбити його іклами. Вони самі рідко нападають на човни. Набагато безпечніше полювати на них на крижинах або суші, куди вони виходять для відпочинку, причому стадо завжди виставляє вартових. Нюх у моржів розвинений добре і вони чують людину на значній відстані, тому до них намагаються наближатися проти вітру. Помітивши небезпеку, вартовий ревом (який у моржів є чимось середнім між ревом корови й грубим гавкотом) або поштовхами будить інших і стадо зникає під водою, де можуть пробути без повітря до 10 хвилин. Їжа моржа складається в основному з двостулкових молюсків та інших донних безхребетних, іноді їдять рибу. В окремих випадках моржі можуть нападати на тюленів або їсти падло.
Характерні міграції: взимку на південь, улітку на північ. Спаровування і пологи проходять у травні. Вагітність триває близько 12 міс. Самиця народжує зазвичай 1 дитинча 1 раз на 2 роки. Новонароджені мають довжину тіла 130—140 см і масу 45—68 кг, зуби відсутні, ікла з'являються через 2—3 міс. Одразу після народження можуть плавати. Статевої зрілості самиці досягають у 4—5 років, самці в 6—7.
Молюсків моржі викопують із дна застосовуючи величезні ікла. Також ікла використовуються для захисту та підіймання на крижини або скелі.
Крім людини, вороги моржа — білий ведмідь і, почасти, косатка. Моржі часто страждають від зовнішніх і внутрішніх паразитів.